# Anarho-punk
Anarho-punk je dio punk supkulture koji se sastoji od sastava, grupa i individualaca koji promiču anarhističke ideje. Makar svi punkeri ne podržavaju ideju anarhizma, on je igrao važnu ulogu u razvoju punka, kao što je i punk utjecao na moderni izraz anarhizma. Termin anarho-punk se ponekad koristi isključivo za sastave koji su bili dio prvog anarho-punk pokreta u Ujedinjenom Kraljevstvu kasnih 1970-ih i 1980-ih, kao što su Crass, Conflict, The Ex, Flux of Pink Indians, Subhumans, Poison Girls i Oi Polloi. U širem smislu termin se koristi za sve sastave koji pišu pjesme s anarhističkom tematikom. Ova šira definicija uključuje crust punk sastave kao što je Nausea, D-beat sastave kao što je Discharge, američke hardcore punk sastave kao što je MDC, folk punk sastave kao što je This Bike is a Pipe Bomb i sastave iz ostalih podžanrova.

## Povijest
Veliko zanimanje za anarhizam pojavilo se 1970-ih u Velikoj Britaniji, usporedno s rođenjem punk rocka. Ponajviše zbog utjecaja Sex Pistolsa, čiji se prvi singl zvao 'Anarchy in the UK'. Rani punk sastavi su koristili anarhizam samo kao nešto čime mogu šokirati, dok je sastav Crass prvi koji je u potpunosti prihvatio ideje anarhizma i pacifizma. Koncept anarho-punka su ubrzo prihvatili i drugi sastavi kao što su Conflict i Flux of Pink Indians.
Kroz 1980-e dva nova podžanra su se razvila iz anarho-punka: crust punk i d-beat. Crust punk je mješao anarho-punk s metalom i predvodili su ga sastavi kao što su Antisect, Sacrilege i Amebix. D-beat je bio brži i brutalniji oblik punk glazbe koji su stvorili sastavi kao što su Discharge i The Varukers. Paralelno s nastankom ovih podžanrova mnogi američki hardcore punk sastavi su preuzimali anarho-punk ideologiju, uključujući MDC i Reagan Youth.

### Kasniji razvoj
Anarho-punk 2000-ih je glazbeno šarolikiji od pojma anarho-punka 1970-ih i 1980-ih. Kao dodatak postojećim žanrovima anarho-punk ukljućuje punk blues umjestnike kao što je Darren Decide, pop punk sastave kao što su Girlband i Propaghandi, new wave umjetnike kao što je Honey Bane i folk punk sastave kao što je The Weakerthans. Neki anarho-punk sastavi koriste elemente indie rocka, pa čak i indie popa kao naprimjer The (International) Noise Conspiracy ili The Nation of Ulysses. Neki grindcore sastavi kao što su Axiom, Destroy, Disrupt, povezali su se s anarho-punk pokretom.
Chumbawamba je sastav koji je uklopio elemente popa, dancea i world glazbe i plasirao se na glazbenim ljestvicama 1990-ih.

## Uvjerenja
Neki anarho-punk sastavi su anarho-feministički kao što je Polemic Attack, dok su drugi anarho-sindikalni, npr. Exit-Stance. The Psalters su anarho-punk sastav koji je povezan s kršćanskim anarhizmom.
Post ljevičarska anarhija je općeprisutna u modernom anarho-punku. CrimethInc., veliki propagatori post-ljevičarstva su snažno povezani s anarho-punk pokretom. Class War je britanska post-ljevičarska organizacija usko povezana s anarho-punk pokretom. Mnogi anarho-punkeri se bave problemima životinjskih prava, rasne nejednakosti, heteroseksizma, pravima radnika, feminizmom, proturatnim i antiglobalizacijskim pokretima. Makar je sastav Crass podržavao pacifizam to nije slučaj kod svih anarho-punkera.

## Izravna akcija
Anarho-punkeri općenito vjeruju u izravnu akciju. Iako se način ostvarivanja može uvelike razlikovati anarho-punkeri često surađuju jedni s drugima ka postizanju cilja.
Mnogi anarho-punkeri su pacifisti, npr. Crass i Discharge i kao takvi vjeruju u nenasilan način postizanja ciljeva. Takvi nenasilni činovi su mirni prosvjedi, odbijanje rada, skvotiranje, ekonomska sabotaža, grafitiranje, bojkot, građanski neposluh, hakiranje, subverzije itd. Drugi anarho-punkeri vjeruju da je nasilje prihvatljiv način ostvarivanja društvenih promjena, npr. Conflict i D.O.A. Primjeri nasilnog načina ostvarivanja tih ciljeva su neredi, vandalizam, napadi, sabotaže, sudjelovanje u djelatnostima ALF-a i sličnih organizacija, te u ekstremnim situacijama bombaški napadi.
Neki anarho-punkeri, pretežno u Sjevernoj Americi su pokušali demokratskim načinom približiti prostore u kojima su djelovali anarhiji, iako se mora spomenuti da nijedan od njih nije nastupao kao član anarhističke stranke. Važnije osobe koje su to pokušale su Jello Biafra, frontmen grupe Dead Kennedys, kandidacijom za gradonačelnika San Francisca. Jack Grisham, pjevač grupe T.S.O.L., za guvernera Kalifornije, kao i pjevač grupe D.O.A Joey Shithead. Neki od tih ljudi, kao naprimjer Biafra, vjeruju da su potrebne veće društvene promjene da bi ljudi mogli prihvatiti anarhiju.

## DIY pristup
DIY je skraćenica za Do It Yourself (učini sam) i označava svjesno odbacivanje velikih izdavačkih kuća, te produciranje i promoviranje glazbe vlastitim snagama. Popularan anarho-punk slogan je 'DIY not EMI' (da DIY, ne EMI, EMI označavajući veliku izdavačku kuću).
Neki anarho-punk izvođači su bili dio kulture kazeta, na taj način pokušali su se izbjeći tradicionalni načini snimanja i distribucije glazbe. Snimke su se često mijenjale za prazne kazete i omotnice s adresom. Anarho-punk pokret je imao i mnoštvo fanzinea ili punk zinea koji su prenosili vijesti, ideje i umjetnost sa scene. Oni su također bili izrađivani DIY pristupom, izdavani u najviše nekoliko stotina primjeraka, duplicirani na fotokopirnim uređajima, i izravno dijeljeni na punk koncertima ili slani poštom.

## Stil
Neki članovi anarho-punk pokreta razlikuju se od ostatka punk supkulture kroz prilagođavanje punkerskog stila za izražavanje političkih uvjerenja. Anarhistički simboli i parole su česti elementi anarho-punk stila odjevanja. Slijedeći primjer Crassa, neki anarho-punkeri se oblače u potpunosti u crno, u vojnom stilu. Neki anarho-punkeri izbjegavaju kožu, kao izraz veganizma ili vegetarijanstva, te kroz to ili nepovezano s tim vezu s straight edgeom. Crust punkeri su se najviše koncentrirali na DIY odjeću. Drugi anarho-punkeri kao što je Jello Biafra su prihvatili anti-modni izričaj, naslijeđe ranog hardcore punka. Anarho-punk glazba je popularna i kod nekih anarho-skinheada i neki modni utjecaji su prešli u supkulturu skinheada.

## Vanjske poveznice
- Arhiva fotografija anarho-punk sastava
- ROAD Collective Ontario Anarchist Resource
- SLC Punk!
- Kritički osvrt na anarho-punk
- Jura Anarchist Bookshop  Arhivirana inačica izvorne stranice od 13. studenoga 2021. (Wayback Machine)